# Danh sách chương truyện One Piece (Tập 81-nay)
Sau đây là danh sách các tập truyện từ tập 81 đến nay của Manga One Piece cùng các chương của chúng.

## Danh sách
| 1. "10 ngày trước" (10日前 "Tōka Mae") 2. "Công tước Inuarashi" (イヌアラシ公爵 "Inuarashi Kōshaku") 3. "Lão đại Nekomamushi" (ネコマムシの旦那 "Nekomamushi no Danna") 4. "Băng mũ xoắn cập bến" (ぐるわらの一味、上陸 "Guruwara no Ichimi, Jōriku") 5. "Roko" (ROKO "Roko") 6. "Capone "Gang" Bege" (カポネ・"ギャング"ベッジ "Kapone 'Gyangu' Bejji") 7. "Thiệp mời dự tiệc trà" (お茶会の招待状 "Ochakai no Shōtaijō") 8. "Cùng đến thăm ngài Nekomamushi" (ネコマムシの旦那に会いに行こう "Nekomamushi no Danna ni Ai ni Yukou") 9. "Hãy dẫn tôi theo với!!" (おれも連れてけ!! "Ore mo Tsureteke!!") 10. "Chó với Mèo" (イヌVSネコ "Inu Bāsasu Neko") |

| 1. "Raizo Mù Sương" (霧の雷ぞう "Kiri no Raizō") 2. "Bên trong cá voi" (くじらの中で "Kujira no Naka de") 3. "Momonosuke - Đứa trẻ nối dõi tộc Kozuki" (光月家跡取り・モモの助 "Kōzuki-ke Atotori - Momonosuke") 4. "Lịch sử chó và mèo" (犬と猫に歴史あり "Inu to Neko ni Rekishi Ari") 5. "Tuân mệnh" (承知した "Shōchi shita") 6. "Xuống voi" (下象 "Gezō") 7. "Thế giới xao động" (ざわつく世界 "Zawatsuku Sekai") 8. "Tính khí thất thường" (気まぐれ "Kimagure") 9. "Dải truyện tranh trên thời báo kinh tế" (世経の絵物語 "Sekei no Emonogatari") 10. "0 và 4" (0と4 "Zero to Yon") 11. "Totto Land" (トットランド "Tottorando") |

| 1. "1 và 2" (1と2 "Ichi to Ni") 2. "Hải tặc: Tứ Hoàng Charlotte Linlin" (海賊「四皇」シャーロット・リンリン "Kaizoku 'Yonkō' Shārotto Rinrin") 3. "Người đàn ông đáng để đánh cược" (賭けられる男 "Kakerareru Otoko") 4. "Phiêu lưu trong khu rừng kì quái" (不思議な森の冒険 "Fushigi na Mori no Bōken") 5. "Vương quốc Germa" (ジェルマ王国 "Jeruma Ōkoku") 6. "Vinsmoke Judge" (ヴィンスモーク・ジャッジ "Vinsumōku Jajji") 7. "Giấc mơ của ta" (おれの夢 "Ore no Yume") 8. "Vùng đất linh hồn" (魂の国 "Tamashii no Kuni") 9. "Thẻ mệnh của Lola" (ローラがくれた命の紙 "Rōra ga Kureta Biburukādo") 10. "Luffy VS. Chỉ huy Cracker" (ルフィVS将星クラッカー "Rufi Bāsasu Shōsei Kurakkā") 11. "Cho-đại" (チョニキ "Choniki") |

| 1. "Bao lâu nay... cảm ơn ông đã giúp đỡ cháu" (クソお世話になりました "Kuso Osewa ni Narimashita") 2. "Mặt nạ sắt" (鉄仮面 "Tekkamen") 3. "Đến East Blue" ("東の海"へ "'Īsuto Burū' e") 4. "Sức mạnh khi no" (満腹の力 "Manpuku no Chikara") 5. "Vinsmoke Sanji" (ヴィンスモーク・サンジ "Vinsumōku Sanji") 6. "Luffy VS. Sanji" (ルフィVSサンジ "Rufi Bāsasu Sanji") 7. "Binh đoàn phẫn nộ" (怒りの軍団 "Ikari no Gundan") 8. "Sự cảnh giác của Tamago" (タマゴの警備 "Tamago no Keibi") 9. "Luffy và Big Mom" (ルフィとビッグ・マム "Rufi to Biggu Mamu") 10. "Tạm biệt" (さよなら "Sayonara") |

| 1. "Cho-đại ở thế giới trong gương" (鏡の国のチョニキ "Kagami no Kuni no Choniki") 2. "Tia hi vọng" (一筋の光 "Hitosuji no Hikari") 3. "Đốm lửa tàn" (シケモク "Shikemoku") 4. "Phế vật của Germa" (ジェルマの失敗作 "Jeruma no Shippaisaku") 5. "Không phải chỗ này" (ここじゃねェ "Koko ja nē") 6. "Mày đang làm cái quái gì đây" (何やってんだ "Nani Yattenda") 7. "Ọtttt!!!" (ぐぎゅるるる!!! "Gugyurururu!!!") 8. "Dối trá" (ウソつき "Usotsuki") 9. "Quân xe" (ルーク "Rūku") 10. "Hội nghị" (会議 "Kaigi") |

| 1. "Kế hoạch ám sát Tứ hoàng" (四皇暗殺作戦 "Yonkō Ansatsu Sakusen") 2. "Tiệc trà lúc 10 giờ" (10:00 開宴 "Jūji Kaien") 3. "Phái diễn sâu" (演技派 "Engi-ha") 4. "Phái dùng não" (頭脳派 "Zunō-ha") 5. "Phái quả cảm" (義侠派 "Gikyō-ha") 6. "Kế hoạch tàn sát gia đình Vinsmoke" (ヴィンスモーク家皆殺し計画 "Vinsumōku-ke Minagoroshi Keikaku") 7. "Mẹ ơi" (ねぇマザー "Nē Mazā") 8. "Kẻ hủy diệt bẩm sinh" (NATURAL BORN DESTROYER "Nachuraru Bōn Desutoroiyā") 9. "Happy Birthday" (HAPPY BIRTHDAY "Happī Bāsudē") 10. "KX Launcher" (KXランチャー "Kē Ekkusu Ranchā") 11. "Vây hãm" (籠城 "Rōjō") |

| 1. "Biệt ly" (訣別 "Ketsubetsu") 2. "Ngươi có thể làm được, Caesar!!!" (がんばれシーザー!! "Ganbare Shīzā!!") 3. "Ngọt ngào và êm ái" (とろふわ "Torofuwa") 4. "Kẹo vây tứ phía" (八方塞菓子 "Happō Fusa-gashi") 5. "Baum Đại Vương" (私のしもべになりなさい "Watashi no Shimobe ni Narinasai") 6. "Danh dự của người phụ nữ" (女の仁義 "Onna no Jingi") 7. "Sự xuất hiện "tình cờ" của Pudding!!" (プリン、偶然現る!! "Purin, Gūzen Arawaru!!") 8. "không ngọt ngào đâu" (甘くない "Amakunai") 9. "Đội trưởng đội vệ binh của tộc Mink - Pedro" (ミンク族 侠客団 団長ペドロ "Minku-zoku Gādianzu Danchō Pedoro") 10. "Katakuri - 1 trong 3 chỉ huy đồ ngọt của Big Mom" (ビッグ・マム「スイート3将星」カタクリ "Biggu Mamu 'Suīto San Shōsei' Katakuri") |

| 1. "0% cơ hội trốn thoát" (退路0 "Tairo Zero") 2. "Căn buồng sóng" (波の部屋 "Nami no Heya") 3. "Việc nằm ngoài dự liệu của Tứ Hoàng" (四皇の想定外 "Yonkō no Sōteigai") 4. "Merienda" (おやつの時間 "Merienda") 5. "Ai vậy?" (誰だ "Dare da") 6. "Ta là Brulée mà!!!" (ブリュレだよっ!!! "Buryure da yo!!!") 7. "Đây là cách mà ba con sống" (生き様でちゅよ "Ikizama dechu yo") 8. "Ở đâu đó, luôn có người cầu cho con hạnh phúc" (どこかで誰かが君の幸せを願ってる "Dokoka de Dareka ga Kimi no Shiawase o Negatteru") 9. "Sư tử" (獅子 "Shishi") 10. "Người mẹ xa lạ" (未知のママ "Michi no Mama") |

| 1. "Big Mom lên tàu" (船の上のビッグ・マム "Fune no Ue no Biggu Mamu") 2. "Họ rất tin ở ta" (信じられてる "Shinjirareteru") 3. "Thừa nhận là một đối thủ mạnh" (強敵認定 "Kyōteki Nintei") 4. "Flampe - Con gái thứ 36 của nhà Charlotte" (C家36女フランペ "Shārotto-ke Sanjūroku-jo Furanpe") 5. "0 giờ 5 phút" (0時5分 "Reiji Gofun") 6. "Hải tặc Luffy VS Chỉ huy Katakuri" (海賊ルフィVS将星カタクリ "Kaizoku Rufi Bāsasu Shōsei Katakuri") 7. "Nguyện vọng cuối cùng" (最後のお願い "Saigo no Onegai") 8. "Pekoms và kế hoạch tẩu thoát khỏi đảo Cacao" (ペコムズのカカオ島脱出作戦 "Pekomuzu no Kakao-tō Dasshutsu Sakusen") 9. "Chắc chắn sẽ trở lại" (必ず戻る "Kanarazu Modoru") 10. "Thành lũy cuối cùng" (最後の砦 "Saigo no Toride") 11. "Bad End Musical" (BADEND MUSICAL "Baddoendo Myūjikaru") |

| 1. "Dù có chết cũng không được phép chết!!!" (死んでも死ぬなよ!!! "Shindemo Shinu na yo!!!") 2. "Đoạn cuối cuộn phim" (END ROLL "Endo Rōru") 3. "Hoàng đế thứ 5" (5番目の皇帝 "Gobanme no Kōtei") 4. "Dàn Đội trưởng của lực lượng Quân Cách Mạng" (革命軍全軍隊長登場 "Kakumeigun Zengun Taichō Tōjō") 5. "Thế giới tươi đẹp" (美しい世界 "Utsukushii Sekai") 6. "Thánh địa Mary Geoise" (聖地マリージョア "Seichi Marījoa") 7. "Ngai vàng bỏ trống" (虚の玉座 "Kara no Gyokuza") 8. "Hội nghị Thế giới bắt đầu" (世界会議開幕 "Reverī Kaimaku") 9. "Nghi thức mổ bụng" (切腹 "Seppuku") 10. "Đường đến Wano quốc" (いざワノ国へ "Iza Wano Kuni e") |

| 1. Chuyến phiêu lưu trên xứ sở Samurai (侍の国の冒険 Samurai no Kuni no Bōken) 2. Làng Amigasa (編笠村 Amigasa-mura) 3. Hạc đền ơn (鶴の恩返し Tsuru no Ongaeshi) 4. Làng Okobore (おこぼれ町 Okobore-chō) 5. Trấn Bakura (博羅町 Bakura-chō) 6. Đấu Sumo trên đất Wano (ワノ国大相撲 Wano Kuni Ōzumō) 7. Thuyền báu ẩm thực (食糧宝船 Shokuryō Takarabune) 8. Luffytaro trả ơn (ルフィ太郎の恩返し Rufitarō no Ongaeshi) 9. Tàn tích của lâu đài Oden (おでん城跡 Oden-jō Ato) 10. Oden người người đều yêu mến (おでんが好き Oden ga Suki) 11. Shutenmaru (酒天丸 Shutenmaru) |

| 1. Kaido - Tổng đốc băng hải tặc Bách Thú (百獣海賊団総督 カイドウ Hyakujū Kaizokudan Sōtoku - Kaidō) 2. Tứ hoàng Kaido VS. Luffy (四皇カイドウVSルフィ Yonkō Kaidō Bāsasu Rufi) 3. Hả (は Ha) 4. Khoảng trống (ブランク Buranku) 5. Chốn lao tù khổ sai (囚人採掘場 Shūjin Saikutsujō) 6. Kamuro Otoko (禿のおトコ Kamuro no Otoko) 7. Oiran Komurasaki giá lâm (花魁小紫登場 Oiran Komurasaki Tōjō) 8. Kurozumi Orochi - Tướng quân của Wano quốc (ワノ国将軍 黒炭オロチ Wano Kuni Shōgun - Kurozumi Orochi) 9. Làng Ebisu (えびす町 Ebisu-chō) 10. Mặt nạ Osoba (おそばマスク Osoba Masuku) |

| 1. Tướng quân và Oiran (将軍と花魁 Shōgun to Oiran) 2. Lòng khoan dung của người võ sĩ (武士の情け Bushi no Nasake) 3. Hyogoro Hoa (花のヒョウ五郎 Hana no Hyōgorō) 4. Queen (QUEEN Kuīn) 5. Đại hội Sumo địa ngục (大相撲インフェルノ Ōzumō Inferuno) 6. Gyukimaru ở cầu Oihagi (おいはぎ橋の牛鬼丸 Oihagi-bashi no Gyūkimaru) 7. Mĩ nhân và bí mật (女の秘密 Onna no Himitsu) 8. Báo già lão luyện (老いたる豹は路を忘れず Oitaru Hyō wa Michi o Wasurezu) 9. Tia lửa phản nghịch (反逆の火種 Hangyaku no Hidane) 10. Nhân vật tiếng tăm của làng Ebisu (えびす町の人気者 Ebisu-chō no Ninkimono) 11. Shimotsuki Yasuie - Lãnh chúa xứ Hakumai ("白舞大名"霜月康イエ 'Hakumai Daimyō' Shimotsuki Yasuie) |

| 1. SMILE (SMILE Sumairu) 2. Chiến hữu (相棒 Aibō) 3. O-lin (おリン Orin) 4. Queen VS. O-lin (クイーンVSおリン Kuīn Bāsasu Orin) 5. Canh bạc của Queen (クイーンの賭け Kuīn no Kake) 6. "Kappa Kawamatsu" xuất hiện ("河童の河松"登場 'Kappa no Kawamatsu' Tōjō) 7. Xác ướp (ミイラ Miira) 8. Giấc mơ của những chiến binh (兵どもが夢 Tsuwamono-domo ga Yume) 9. Cuồng nộ (RAMPAGE Ranpeiji) 10. Hiyori và Kawamatsu (日和と河松 Hiyori to Kawamatsu) 11. Chú cáo ngày ấy (一度狐 Ichido Gitsune) |

| 1. Như rồng thêm cánh (龍に翼を得たる如し Ryū ni Tsubasa o Etaru Gotoshi) 2. Diêm Ma (閻魔 Enma) 3. Big News (ビッグニュース Biggu Nyūsu) 4. Ultimate (ULTIMATE Arutimetto) 5. Bến cảng ước định (約束の港 Yakusoku no Minato) 6. Samurai (侍 Samurai) 7. Kozuki Oden xuất hiện (光月おでん登場 Kōzuki Oden Tōjō) 8. Kì án Sơn Thần (山の神事件 Yama no Kami Jiken) 9. Lãnh chúa và gia thần (大名と家臣 Daimyō to Kashin) 10. Trở thành Samurai (侍になる Samurai ni Naru) 11. Chuyến chu du của Oden (おでんの冒険 Oden no Bōken) |

| 1. Âm mưu của nhà Kurozumi (黒炭家の陰謀 Kurozumi-ke no Inbō) 2. Roger và Râu Trắng (ロジャーと白ひげ Rojā to Shirohige) 3. Roger phiêu lưu kí (ロジャーの冒険 Rojā no Bōken) 4. Oden trở về (おでんの帰還 Oden no Kikan) 5. Chúa hề ngu xuẩn (バカ殿 Baka-tono) 6. Oden VS Kaido (おでんvsカイドウ Oden Bāsasu Kaidō) 7. Hình phạt thả vạc dầu sôi (釜茹での刑 Kamayude no Kei) 8. Oden sinh ra là để nấu sôi (煮えてなんぼのおでんに候 Niete Nanbo no Oden ni Sōrō) 9. Gia tộc Kozuki (光月の一族 Kōzuki no Ichizoku) 10. Tiến về đảo Quỷ!! (いざ、鬼ヶ島!! Iza, Onigashima!!) |

| 1. Kế sách của Kinemon (錦えもんの一計 Kin'emon no Ikkei) 2. Xin phép ra mắt (お控えなすって!!! Ohikēnasutte!!!) 3. Đừng tiệc vội!!! (宴はやめだ!!! Utage wa Yame da!!!) 4. Phi Lục Bào trình diện (飛び六胞登場 Tobi Roppō Tōjō) 5. Vấn đề gia đình (家族問題 Kazoku Mondai) 6. Âm nhạc chiến đấu (戦う音楽 Tatakau Myūjikku) 7. Tham chiến (参戦 Sansen) 8. Đầu cứng đụng độ cứng đầu (無礼者 meets 無礼者 Bureimono Mītsu Bureimono) 9. Lôi Minh (雷鳴 Raimei) 10. Thánh kinh của tôi (僕の聖書 Boku no Baiburu) |

| 1. Kế hoạch Đảo Quỷ Mới (新鬼ヶ島計画 Shin Onigashima Keikaku) 2. Tên của tại hạ là... (拙者の名前 Sessha no Namae) 3. Phút huy hoàng của những trung thần (忠臣錦 Chūshin Nishiki) 4. Để mọi người đợi lâu (待たせたな Mataseta na) 5. Không thể nào thua (負ける気がしねえ Makeru Ki ga Shinē) 6. Kẻ đơn độc (孤軍 Kogun) 7. Chúng ta nguyện chết!!! (死なせてくれ!!! Shinasetekure!!!) 8. Tàn dư (残党 Zantō) 9. Giấc mộng của Wano Quốc (ワノ国の夢 Wano Kuni no Yume) 10. Tên khác của tôi là Yamato (またの名はヤマト Mata no Na wa Yamato) |

| 1. Lời thề của một Kunoichi (くの一の誓い Kunoichi no Chikai) 2. Hòn đảo của kẻ mạnh nhất (最強がいる島 Saikyō ga Iru Shima) 3. Mây cháy (焔雲 Homura-gumo) 4. Loài cổ đại (古代種 Kodaishu) 5. Rượu ủ ấm chờ người cùng cạn (君がため醸みし待酒 Kimi ga Tame Kamishi Machizake) 6. Luffy Mũ Rơm (麦わらのルフィ Mugiwara no Rufi) 7. Quái vật quyết chiến trên đảo Quỷ (鬼ヶ島怪物決戦 Onigashima Kaibutsu Kessen) 8. Tứ hoàng VS. Thế hệ mới (四皇VS新世代 Yonkō Bāsasu Shinsedai) 9. Đêm trên boong tàu (盤上の夜 Banjō no Yoru) 10. Kibi Dango (きびだんご Kibi Dango) |

| 1. Đứa con của quỷ (悪魔の子 Akuma no Ko) 2. Hiệp khách Hyogoro Hoa (侠客"花のヒョウ五郎" Kyōkaku 'Hana no Hyōgorō') 3. Cậu Chồn (たぬきさん Tanuki-san) 4. Ashura Doji - Thủ lĩnh băng cướp núi Aatama (頭山盗賊団棟梁アシュラ童子 Atama-yama Tōzokudan Tōryō Ashura Dōji) 5. Địa ngục (奈落 Naraku) 6. Haki Bá Vương (覇王色 Haōshoku) 7. Ơn nghĩa chè đậu đỏ (あんこの仁義 Anko no Jingi) 8. Nôn nóng (うず Uzu) 9. Anarchy In The B.M. (Anarchy In The BM Anākī In Za Biggu Mamu) 10. Vai diễn tệ nhất đời (人生の大根役者 Jinsei no Daikon Yakusha) 11. Xiềng xích (縁 Kusari) |

| 1. Ta là Otama!! (お玉でやんす!! Otama de Yansu!!) 2. Hiệu lệnh (号令 Gōrei) 3. Jinbe VS Who's Who (ジンベエVSフーズ・フー Jinbē Bāsasu Fūzu Fū) 4. Trực thăng ba sừng (ヘリケラトプス Herikeratopusu) 5. Robin VS Black Maria (ロビンVSブラックマリア Robin Bāsasu Burakkumaria) 6. Demonio (デモニオ Demonio) 7. Siêu sao thượng đài (花形登場 Hanagata Tōjō) 8. Như hai giọt nước (瓜二つ Uri Futatsu) 9. Không-gì-cả (某 Nanigashi) 10. Song long đồ (双龍図 Sōryū-zu) |

| 1. Bước ngoặt quan trọng (天王 山 Ten'nōzan) 2. Thảm họa khôn lường (想像を超える危機 Sōzō o koeru kiki) 3. Brachio-xà-rus (ブラキオ蛇ウルス Brachiojaurusu) 4. Tower (塔 Tō) 5. Tiếng vọng của vô thường (諸行無常の響きあり Shogyōmujōnohibikiari) 6. Chiến binh khoa học (科学の戦士 Kagaku no Senshi) 7. Kiếm quý của Oden (おでんの愛刀 Oden no ai-gatana) 8. Shimotsuki Kozaburo (霜月コウ三郎 Shimotsuki Kōzaburō) 9. Sanji VS. Queen (サンジvs.クイーン Sanji Bāsasu Kuīn) 10. Zoro VS. King (ゾロvs.キング Zoro Bāsasu Kingu) |

| 1. Võ sĩ đạo cũng là tử vì đạo (武士道と云うは死ぬことと見つけたり Bushitō to iu wa shinu koto to mitsuke tari) 2. Tửu Long Bát Quái (酒龍八卦 Sake Ryū Hakke) 3. Kid & Law VS. Big Mom (キッド&ローvs. ビッグ・マム Kiddo to Ro Bāsasu Biggu Mamu) 4. Màn chính (大トリ Ōtori) 5. Thế hệ mới điếc không sợ súng (新世代の耳にも念仏 Gaki no Mimi ni mo Nenbutsu) 6. Komurasaki (小紫 Komurasaki) 7. Kẻ thắng không cần thêm danh hiệu (「枕詞は"勝者"にゃつかねェ」 Makurakotoba Wa "Shōsha" Nya Tsuka Nē) 8. Cùng chết nào!!! (一緒に死のうよ!!! Issho ni Shinō yo!!!) 9. Chiến binh giải phóng (解放の戦士 Kaihō no Senshi) 10. NEXT LEVEL - ĐẲNG CẤP TIẾP THEO (NEXT LEVEL Nekusuto Reberu) 11. Raizo (雷ぞう Raizō) |

| 1. Bầu trời kinh đô (都の空 Miyako no Sora) 2. 20 năm (ニ十年 Ni Tōnen) 3. Thế giới ta momg muốn (目指すべき世界 Mezasubeki Sekai) 4. Ca tụng (誉れ Homare) 5. Kozuki Momonosuke - Tướng quân của Wano quốc (ワノ国将軍光月モモの助 Wano Kuni Shōgun Kōzuki Momonosuke) 6. Buổi sớm của ngày mới (新しい朝 Atarashī Asa) 7. Những hoàng đế mới (新しい皇帝達 Atarashī Kōtei-tachi) 8. Viêm đế (炎帝 Entei) 9. Thời đại mới (新時代 Shin Jidai) |

| 1. Cross Guild (Cross Guild Kurosu Girudo) 2. Hạ màn (終幕 Shūmaku) 3. Hoàng đế mới (新皇帝 Shin kōtei) 4. Vụ việc của Đại tá Coby (ビー大佐のー件 Kobī Taisa no Jiken) 5. Giấc mơ của Luffy (ルフィの夢 Rufi no Yume) 6. Đảo tương lai Egghead (未来島エッグへッド Miraijima Egguheddo) 7. Phiêu lưu trên vương quốc khoa học (科学の国の冒険 Kagaku no Kuni no Boken) 8. Người thân duy nhất của ta (たった1人の家族 Tatta Ichiri no Kazoku) 9. Tầng nghiên cứu Egghead (エッグヘッド研究層 Egguheddo Rabo Fēzu) 10. 6 Vegapunk (6人のベガパンク Roku Nin no Vegapanku) |

| 1. Ý chí của Ohara (オハラの意志 Ohara no Ishi) 2. Punk Records (PUNK RECORDS Panku Rekōzu) 3. Giấc mơ của Thiên tài (天才の夢 Tensai no Yume) 4. Vạn vật tồn tại đều có lý do (万物は望まれて、この世に生まれる Banbutsu wa Nozomarete, Kono Yo ni Umareru) 5. Chủng người mạnh nhất (最強の人類 Saikyō no Jinrui) 6. Anh hùng xuất chinh (英雄出撃 Eiyū Shutsugeki) 7. Khối lượng của ký ức (記憶の重さ Kioku no Omosa) 8. Miss Buckingham Stussy (ミス・バッキンガム・ステューシー Misu Bakkingamu Sutyūshī) 9. Mark III (マークⅢ Māku Surī) 10. Labophase Death Game (研究層 DEATH GAME Rabofēzu Desu Gēmu) 11. Bạn cũ (旧友 Kyūyū) |

| 1. Đáng lẽ nên nhận ra điều đó sớm hơn (早く気づくべきだった Hayaku Kizukubekidatta) 2. Thời gian tẩu thoát có hạn (脱出リミット Dasshutsu Rimitto) 3. Băng hải tặc "Tứ hoàng" Tóc Đỏ (「四皇」赤髪海賊団 'Yonkō' Akagami Kaizoku-dan) 4. Anh hùng huyền thoại (伝説の英雄 Densetsu no Eiyū) 5. Kuzan - Thuyền trưởng Hạm đội thứ 10 của Băng hải tặc Râu Đen (黒ひげ海賊団10番船船長クザン Kurohige Kaizokudan 10-ban-sen Senchō Kuzan) 6. Cùng lên đường đi lấy nó nào!! (取りに行こうぜ!! Tori ni Ikou ze!!) 7. Sự thật về ngày hôm đó (あの日の真実 Ano Hi no Shinjitsu) 8. Vụ ám sát Thiên Long Nhân bất thành (天竜人殺人未遂事件 Tenryūbito Satsujin Misui Jiken) 9. Cái chết của Nefertari Cobra (ネフェルタリ・コブラ死す Neferutari Kobura Shisu) 10. Ngũ Lão Tinh (五老星 Gorōsei) 11. Bao cát chiến hạm (軍艦バッグ Gunkan Baggu) 12. Bài học cuối cùng (最後の授業 Saigonojugyō) |

| 1. Vụ bắt cóc con tin cố thủ (立てこもり事件 Tatekomori Jiken) 2. Đô đốc Kizaru (黄猿 Kizaru) 3. Sentomaru (戦桃丸 Sentōmaru) 4. Bạo chúa Kuma náo loạn Thánh địa (暴君くま聖地暴走事件 Bōkun Kuma Seichi Bōsō Jiken) 5. Luffy VS Kizaru (ルフィVS 黄猿 Rufi Bāsasu Kizaru) 6. "Ngũ Lão Tinh" Thần Bảo hộ Khoa học - Thánh Jaygarcia Saturn (五老星 科学防衛武神ジェイガルシア・サターン聖 Gorōsei Kagaku Bōei Bujin Jeigarushia Satān Sei) 7. Thà chết còn hơn (死んだ方がいい世界 Shinda Hō ga Ii Sekai) 8. Nhóc Kuma (くまちー Kuma-chī) 9. Ginny (ジニー Jinī) 10. Bonney chào đời (ボニー誕生 Bonī Tanjō) 11. Người theo chủ nghĩa hòa bình (平和主義者 Heiwa Shugi-sha) 12. Cảm ơn con, Bonney (ありがとうボニー Arigatō Bonī) |

| 1. Gửi Bonney (ボニーへ Bonī e) 2. Cuộc đời của Kuma (くまの人生 Kuma no Jinsei) 3. Cha ơi, con xin lỗi (ごめんね、お父さん Gomen ne, Otō-san) 4. Con cảm ơn cha (ありがとう、お父さん Arigatō, Otō-san) 5. Đỉnh cao của sự ngu xuẩn (愚の骨頂 Gu no Kotchō) 6. Đứng về phía cháu (きみの味方 Kimi no Mikata) 7. Tôi đã đi tìm cậu đấy!! (あんたを探してたんだ!! Anta o Sagashitetanda!!) 8. Thế giới, hãy trả lời đi (応答せよ、世界 Ōtō seyo, Sekai) 9. Ngăn chặn (阻止 Soshi) 10. Giáng lâm (降星 Kōsei) |

| 1. Khiên Mặt trời (太陽の盾 Taiyō no Tate) 2. Góc chiếu cứng (ハードアスペクト Hādo Asupekuto) 3. STALEMATE - Hết nước đi (STALEMATE Suteirumeito) 4. Đôi cánh Ikaros (イカロスの翼 Ikarosu no Tsubasa) 5. Mảnh vỡ của lục địa (大陸の断片 Tairiku no Danpen) 6. Nội tâm giằng xé (葛藤 Kattō) 7. Cũng (も Mo) 8. Tự do (自由になる Jiyū ni Naru) 9. Emeth (エメト Emeto) 10. Atlas (暴 Atorasu) 11. Làn sóng thời đại (時代のうねり Jidai no Uneri) |

| 1. Lúc khẩn cấp (イザッテトキ Izatte Toki) 2. 2 tuần trống (空白の２週間 Kūhaku no Ni-shūkan) 3. Bạn thân (親友 Shin'yū) 4. Lấy cái gì để tạo nên cái chết đây? (何をもって死とするか Nani o Motte Shi to suru ka) 5. Đền bù (落とし前 Otoshimae) 6. Chuyến phiêu lưu ở đất nước bí ẩn (謎の国の冒険 Nazo no Kuni no Bōken) 7. RPG (RPG Āru Pī Jī) 8. Búp bê sống (生人形 Rivudōru) 9. Hoàng tử bị nguyền rủa (呪いの王子 Noroi no Ōji) 10. Loki ở Minh Giới (冥界のロキ Meikai no Roki) 11. Cuộc phiêu lưu tại Elbaf (エルバフの冒険 Erubafu no Bōken) 12. Cháu muốn được ông khen (褒めてほしい Homete Hoshī) |

| 1. Thư viện Cú (フクロウの図書館 Fukurō no Toshokan) 2. Chén rượu tình bạn (友の盃 Tomo no Sakazuki) 3. Đất nước đợi mặt trời (太陽を待つ国 Taiyō o Matsu Kuni) 4. Shamrock xuất hiện (シャムロック登場 Shamurokku Tōjō) 5. Thần điển Harley (神典 Hārei) 6. Kẻ ăn núi (山喰らい Yamagurai) 7. Scopper Gaban (スコッパー・ギャバン Sukoppā Gyaban) 8. Phụ nữ lớn tuổi hơn (歳上の女 Toshiue no Onna) 9. Nỗi sợ của tôi (わたしのこわいもの Watashi no Kowai Mono) 10. Đội kỵ sĩ Thần (神の騎士団 Kami no Kishidan) 11. Thời gian của chiến binh (戦士の時間 Senshi no Jikan) |

Đây là một danh sách chưa hoàn chỉnh. Bạn có thể giúp Wikipedia .

### Danh sách các chương truyện chưa đóng thành tậptankōbon
1. Hỏa hoạn tại khu rừng số 2 đường cây số 8 (樹道8号線第2樹林区火災 Judō Hachi-gōsen Dai-Ni Jurin-ku Kasai?)
2. Trong tĩnh có động (静中に動あり Seichū ni Dō ari?)
3. Nỗi sợ của chúng ta (我々の恐いもの Wareware no Kowaimono?)
4. Ronja (ローニャ Rōnya?)
5. Một giây (一秒 Ichi Byō?)
6. Domi Reversi (黒転支配 Domi Ribāshi?)
7. Đủ rồi, hiểu rồi!!! (もういいわかった!!! Mou ii Wakatta!!!?)
8. Đó là một ngày tồi tệ (ヒドい一日 Hidoi Ichinichi?)
9. Loki chào đời (ロキ誕生 Roki Tanjō?)
10. Chết cũng không xong (死ねもしねェ Shine mo shi nē?)
11. Băng hải tặc Rocks (ロックス海賊団 Shine mo shi nē?)
12. Thần tượng (アイドル Aidoru?)
13. Quán BAR huyền thoại (伝説のBAR Densetsu no Bā?)

Đây là một danh sách chưa hoàn chỉnh. Bạn có thể giúp Wikipedia .